# Die Unvergessenen

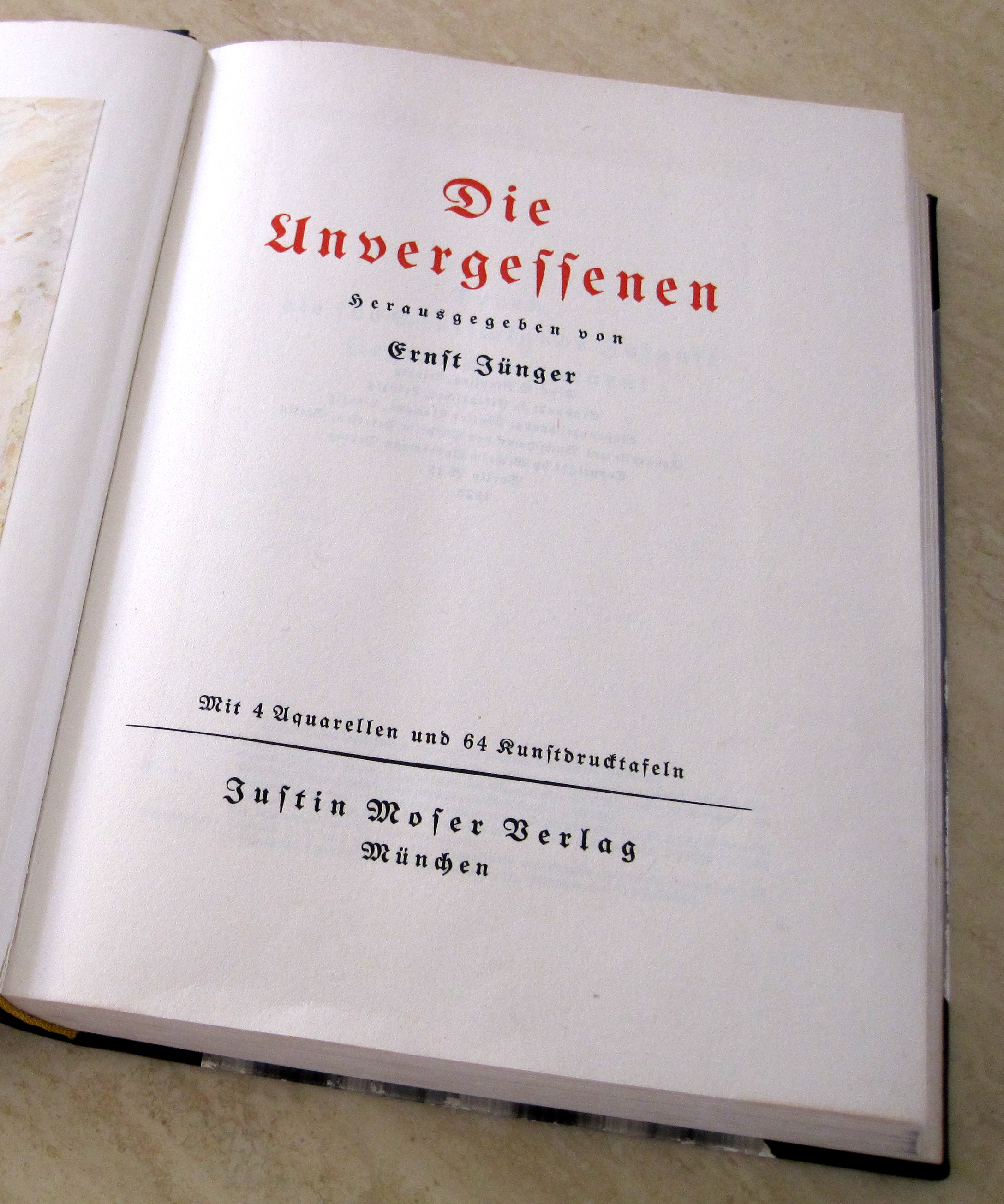
Der Sammelband Die Unvergessenen, 1928

Die Unvergessenen ist ein 1928 erschienener Sammelband von Ernst Jünger als Herausgeber.

## Inhalt
In dem Sammelband hat Jünger Autoren aus dem rechtsextremistischen, national revolutionären Umfeld versammelt, die nach Jüngers Aussage über 44 Gefallene des Ersten Weltkriegs schreiben. Es gibt allerdings einige Gestorbene in dieser Liste, die nicht im Ersten Weltkrieg gefallen sind: Erstens der Jagdflieger Rudolf Berthold. Bei ihm handelt es sich um einen Fliegeroffizier, der 1920 beim Kapp-Putsch seine Truppe hatte in Harburg einmarschieren lassen, um die demokratische Ordnung in Harburg und Hamburg zu beseitigen. Berthold war von wütenden Einwohnern zu Tode gebracht worden, nachdem er eine Auseinandersetzung provoziert hatte, bei der seine Truppen in eine größtenteils unbewaffnete Menschenmenge von Harburger Bürgern geschossen hatten. Die Schießerei hatte zu 25 Toten und vielen Verletzten geführt. Zweitens Leo Schlageter, der Mitglied einer Terroristengruppe war, die bei ihren Anschlägen u. a. angebliche Spitzel der französischen Besatzungsmacht während der Ruhrbesetzung ermordet hatte. Schlageter war von den Französischen Behörden gefasst und hingerichtet worden. Drittens Alfred Walter Heymel, der in Berlin an Tuberkulose starb, welche er sich vor dem Krieg zugezogen hatte. Viertens Georg Trakl, der an einer Überdosis Kokain starb, vermutlich durch Suizid. Fünftens Richard Dehmel, der 1920 nach dem Krieg an einer Venenentzündung starb.
Auffallend ist auch der Auftritt des Autors Hans Gerd Techow, der einen Beitrag über den gefallenen Führer der Wandervogelbewegung Hans Breuer schrieb. Techow war einer der Mörder Walter Rathenaus.
Ernst Jünger schrieb zu dem Buch ein Vor- und Nachwort.
Der Band enthält folgende Beiträge (in Klammern die Namen der „Unvergessenen“ als Titel des jeweiligen Beitrags):
- Ernst Jünger: (Caspar René Gregory)
- Erich Balla: (Rudolf Berthold)
- Otfried Fuchs: (Oswald Boelcke)
- Friedrich Georg Jünger: (Otto Braun; Manfred von Richthofen; Gustav Sack; Albert Leo Schlageter; Maximilian von Spee; Georg Trakl; Hermann Löns)
- Hans Gerd Techow: (Hans Breuer)
- Eckart Dury: (Richard Dehmel)
- Erich Limpach: ( Hermann von Eichhorn; Ferdinand zu Solms-Hohensolms-Lich)
- Georg Heydemarck: (Rudolf von Eschwege)
- Werner Lass: (Walter Flex)
- Gerhard Günther: (Gorch Fock)
- Goetz Otto Stoffregen: (Ludwig Frank; Walter Heymann; Adolf Petrenz)
- Edmund Dolf: (Colmar von der Goltz; Ludwig Scholz)
- Ludwig Alwens: (Norbert von Hellingrath; Bernhard von der Marwitz)
- Rudolf Friedrich: (Alfred Walter Heymel; August Stramm)
- Richard Frey: (Peter Strasser)
- Hans Schoenfeld: (Max Huber)
- Georg Schröder: (Max Immelmann)
- Johannes Hohlfeld: (Martin Köhler; Walther Schumann)
- M. Lorenz (Mia Lenz:) (Friedrich Lißmann)
- Bruno Golz: (Wilhelm von Lotterer)
- Lothar Erdmann: (August Macke)
- Lothar Schreyer: (Franz Marc; Karl Thylmann)
- Walter Schmidt: (Paul Mauk)
- Hans Schwarz van Berk: (Tom von Prince; Otto Weddigen)
- Friedrich Schulze: (Reinhard Sorge)
- Otto Brües: (Albert Weisgerber)

Eingeschoben: 3 Gedichte
- Alfred Lichtenstein: Die Schlacht bei Saarburg
- Ernst Wilhelm Lotz: Glanzgesang
- Ernst Stadler: Der Aufbruch

## Jüngers Position
Jünger hatte sich 1927/28 der Aufgabe gewidmet, die Schicksale einer Reihe von Männern zu würdigen, die der Erste Weltkrieg „unserer Mitte entrissen hatte“. Seine These ist, dass “wir durch sie – die Gefallenen – leben”. Es sei daher nicht billig, dass wir sie durch uns leben lassen. Er geht davon aus, dass bei den Deutschen die Gestalt des unbekannten Soldaten nicht jene Verehrung erfährt wie in anderen Ländern. Vielmehr herrsche das Bedürfnis vor, von den Einzelschicksalen der Gefallenen ergriffen zu werden. Der zweite Gedanke des Buches besteht für Jünger in der Erfahrung, dass „das Ganze mehr ist als die Summe seiner Teile“. In der Schar der Gefallenen sieht er den „Ausdruck des deutschen Charakters“. Auch müssten wir uns bemühen, die Gefallenen selbst als Charaktere zu sehen und „in ihren Leistungen den Spiegel, der eine besondere Bildung des Lebens widerstrahlt“. Dieser Krieg wäre nicht umsonst verloren, wie manches Leben durch Schicksalsschläge besser geläutert und gehärtet seien. Millionen seien gefallen, aber dafür seien alle Dinge in Fluss gekommen, auf beiden Seiten des Krieges.

## Bibliographie
- Ernst Jünger: Die Unvergessenen. W. Andermann,  Berlin 1928. Zweite Auflage Moser, München 1928.

## Rezeption
Wie an anderen Werken Jüngers aus der Schaffensperiode während des Ersten Weltkrieges und danach wurde an Die Unvergessenen die Verherrlichung von Gewalt und seine Idealisierung von Männlichkeit in Form des „Kriegers“ kritisiert. Später wurde das Werk Jüngers meist aus einer ästhetischen Perspektive rezipiert, wobei hierbei die brisanten politischen Implikationen ausgeblendet wurden.